# Kathrin Fuhrer
Kathrin Fuhrer (* 21. März 1988) ist eine ehemalige Schweizer Skirennfahrerin. Ihre stärksten Disziplinen waren der Riesenslalom und der Super-G. Sie fuhr im Weltcup einmal unter die schnellsten 30 und erreichte im Europacup einen Podestplatz.

## Biografie
Kathrin Fuhrer bestritt in der Saison 2003/2004 ihre ersten FIS-Rennen. Nachdem sie in diesem Winter den Swiss-Cup in der Altersklasse Juniorinnen 1 gewonnen hatte, wurde sie 2004 in das Kader von Swiss-Ski aufgenommen. Die nächste Saison musste sie verletzungsbedingt bereits im Dezember beenden. Ab dem Winter 2005/2006 startete Fuhrer auch im Europacup, zunächst erreichte sie aber nur wenige Platzierungen in den Punkterängen, also unter den besten 30. Bei ihren ersten Juniorenweltmeisterschaften 2006 in der kanadischen Provinz Québec war Fuhrers bestes Resultat der 21. Platz im Riesenslalom. Drei Wochen später erreichte sie bei den Schweizer Meisterschaften 2006 den dritten Platz im Super-G. Im Riesenslalom wurde sie im selben Jahr Schweizer Juniorenmeisterin. Die Saison 2006/2007 musste Fuhrer nach einer Verletzung Mitte Februar beenden, weshalb sie unter anderem die Junioren-WM 2007 versäumte. 2008 erzielte sie bei der Juniorenweltmeisterschaften in Formigal den 17. Platz im Super-G.
Im November 2008 erreichte Fuhrer ihre erste Top-10-Platzierung im Europacup. Im folgenden Monat gab sie im Super-G von St. Moritz ihr Weltcupdebüt, allerdings blieb sie während der nächsten zwei Jahre bei ihren wenigen Weltcupstarts noch ohne Punkte. Nachdem sie bis dahin im Super-G ihre besseren Ergebnisse erzielt hatte, wurde ab der Saison 2009/2010 der Riesenslalom zu Fuhrers stärkster Disziplin. Im Europacup erzielte sie 2009/10 sechs Top-10-Platzierungen im Riesenslalom und damit den fünften Platz in der Disziplinenwertung. In der folgenden Saison stand sie als Zweite des Riesenslaloms von Limone Piemonte – zeitgleich mit der Deutschen Veronique Hronek – zum ersten und einzigen Mal auf dem Podest. Mit weiteren fünf Top-10-Resultaten im Riesenslalom erzielte sie diesmal den siebenten Platz in der Disziplinenwertung. Am 6. Februar 2011 gewann Fuhrer in ihrem zehnten Weltcuprennen, dem Riesenslalom am Großen Arber in Zwiesel, mit Platz 26 die ersten Weltcuppunkte. Dies blieb zugleich auch ihr letzter Weltcupstart. Nachdem sie schon in den letzten Jahren durch Entzündungen im Knie behindert worden war, musste sie im Winter 2011/2012 aufgrund der Knieschmerzen komplett pausieren. Daraufhin gab sie im Juli 2012 ihren Rücktritt bekannt.
Ab 2018 beschäftigte sich Fuhrer verstärkt mit E-Cycling und nahm 2023 erstmals bei den Weltmeisterschaften teil. 2024 gewann sie dort die Bronzemedaille.

## Erfolge

### Juniorenweltmeisterschaften
- Québec 2006: 21. Riesenslalom, 31. Super-G
- Formigal 2008: 17. Super-G, 41. Riesenslalom

### Weltcup
- 1 Platzierung unter den besten 30

### Europacup
- Saison 2008/09: 7. Super-G-Wertung
- Saison 2009/10: 5. Riesenslalomwertung
- Saison 2010/11: 7. Riesenslalomwertung
- 1 Podestplatz

### Weitere Erfolge
- 3 Siege in FIS-Rennen

### E-Cycling
- Bronzemedaille E-Cycling-Weltmeisterschaften 2024